# Ophiopholis pilosa
Ophiopholis pilosa is een slangster uit de familie Ophiactidae.
De wetenschappelijke naam van de soort werd in 1954 gepubliceerd door Alexander Michailovitsch Djakonov.